# Soyauxia
Soyauxia, rod drveća i grmova iz zapadne tropske Afrike.
Rod je bio uključen u nekoliko porodica prije nego što je putem molekularne analize smješten u porodicu Peridiscaceae. Sastoji se od 7 vrsta

## Vrste
1. Soyauxia floribunda Hutch.
2. Soyauxia gabonensis Oliv.
3. Soyauxia glabrescens Engl.
4. Soyauxia grandifolia Gilg & Stapf
5. Soyauxia kwewonii Breteler & Jongkind, liberijski endem.
6. Soyauxia talbotii Baker f.
7. Soyauxia velutina Hutch. & Dalziel